# Anarthria gracilis
Espèce
Synonymes
- Anarthria canaliculata Nees[1]
- Anarthria gracilis var. complanata Domin[1]
- Anarthria ischaemoides Nees[1]
- Juncus dioicus Steud.[1]

Anarthria gracilis est une espèce de plantes décrites par Robert Brown. La plante fait partie du genre Anarthria et appartient à la famille des Anarthriaceae.

## Liste des variétés
Selon Tropicos (19 décembre 2017) (Attention liste brute contenant possiblement des synonymes) :
- variété Anarthria gracilis var. complanata Domin
- variété Anarthria gracilis var. gracilis
- variété Anarthria gracilis var. ischaemoides Domin